# Temple d'Artémis (Délos)
Pour les articles homonymes, voir Temple d'Artémis et Artémision.
Le temple d'Artémis ou Artémision (en grec ancien Ἀρτεμίσιον / Artemísion) est un temple grec antique, dédié à Artémis, situé à Délos.

## Localisation
Le temple est localisé dans le sanctuaire d'Apollon de Délos.

## Vestiges
Trois édifices successifs ont été retrouvés : un bâtiment mycénien, un temple archaïque et un temple hellénistique ; ce dernier recouvre ou coupe les précédents, sans qu'il n'y ait eu de destruction. Les vestiges de l'état mycénien sont constitués d'une pièce allongée reliée à un ensemble plus vaste : son identification comme temple ou trésor est incertaine.
Plusieurs sculptures ont été découvertes, la plupart conservées au musée archéologique de Délos : parmi elles se trouve la Korè de Nicandre (en), conservée au Musée national archéologique d'Athènes,.